# دواردرميان سفلي (مقاطعة إسلام آباد غرب)
دواردرميان سفلي (بالفارسية: دواردرمیان سفلی) هي قرية تقع في كرمانشاه في إيران. يقدر عدد سكانها بـ 102 نسمة بحسب إحصاء 2016.